# لئونید لاوروفسکی
لئونید لاوروفسکی (انگلیسی: Leonid Mikhailovich؛ ‏ ۱۹۰۵ – ۱۹۶۷) یک رقصپرداز و رقصنده باله اهل اتحاد شوروی بود که بیشر شهرت به دلیل رقصپرداز نسخه کامل رومئو و ژولیت اثر سرگئی پروکفیف می‌باشد.

## فیلمشناسی
- رومئو و ژولیت (فیلم ۱۹۵۵)

## جوایز
وی همچنین برنده جوایزی همچون نشان لنین و جایزه هنرمند مردمی اتحاد جماهیر شوروی شده‌است.